# Nocturne, Op. 55 (Chopin)
Nocturne, Op. 55 este un set de două nocturne compuse de Frédéric Chopin între 1842 si 1844.

## Nocturna în F minor, Op. 55 Nr. 1
Compusă între 1842-1844, Nocturna în F minor, Nr. 15 are o durată medie de aproximativ 5 minute. Piesa a fost interpretată de mulți pianiști celebri.

### Structură
Piesa este în formă ternară (AB). Tema sa principală are un ritm lent de 4/4, cu un ritm greu de crotchet. Începe cu tema principală care se repetă odată cu doar variații minore. Mâna dreaptă joacă o melodie lentă, iar mâna stângă este însoțită de o notă de bas și apoi de o coardă, în croșete. Cea de-a doua secțiune este apoi jucată, din nou, cu mâna dreaptă, redând melodia și partea stângă, însoțită de note de bas și o coardă. Deși există modificări ocazionale ale acestui model, de exemplu, mâna stângă joacă un minim susținut, cu o coardă de crotală deasupra. Tema principală revine apoi cu câteva variante la primele două ori pe care le-a jucat: o frază triplă se adaugă la a treia bară a secțiunii. A doua secțiune este din nou repetată fără variante, urmată imediat de prima secțiune din nou cu secvența triplă.

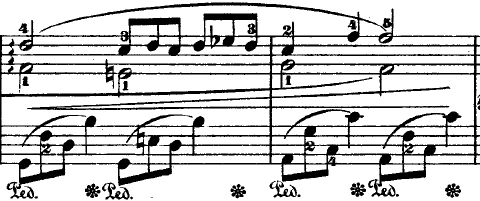
Un extras din secțiunea de mijoc.

O schimbare de tempo la più mosso accelerează piesa. Începe cu câteva quiver-uri rapide, triplete și apoi trei acorduri puternice (forte). Acest lucru se repetă apoi de trei ori până când o secțiune complet nouă vine cu o melodie în mâna dreaptă și triplet acorduri sparte în stânga (vezi scorul din dreapta). O scară descendentă și câteva corzi mari completează această secțiune și o conduce din nou pe prima temă.
Apoi, există o mare variație în prima temă în care melodia principală se joacă cu alte note între ele. Există apoi o mare parte a arpegiilor și finisare pe 6 acorduri finale. Modularea la cheia paralelă a lui F major pentru o cadență finală întreruptă.
Există două corale scurte. Primul, la barele 71-72 marchează trecerea de la secțiunea B la A, în timp ce al doilea, la 98-101, încheie piesa, în F major.
Piesa a fost descrisă de Frederick Niecks (biograful lui Chopin): "vom nota doar dolcezza flabila a primei și ultima secțiune și inferioritatea secțiunii medii mai pasionate".

### Performanțe notabile
Această piesă a fost interpretată de Vladimir Horowitz în concertul său de debut la Carnegie Hall din 1968, difuzat la nivel național de CBS. 

## Nocturna în E-flat major, Op. 55 Nr. 2
A doua nocturnă, în E ♭ major, dispune de o semnătură de măsura 12/8, triplet quavers în bas, și un Lento sostenuto de marcare tempo. Din aceasta, Niecks a scris:
„A doua nocturnă (în E-flat major) diferă în formă de celelalte nocturne în ... că nu are o a doua secțiune contrastanță, melodia curgând de la început până la capăt într-o manieră uniformă. Monotonia sentimentalității nerealizate nu se va simți simțită. Unul se confruntă cu o dorință din ce în ce mai mare de a ieși din atmosfera asuprită, de a simți brizele proaspete și de soarele cald, pentru a vedea fețele zâmbitoare și rochia multicoloră a Naturii, pentru a auzi foșnetul frunzelor, murmurul curenților , și voci care nu au pierdut încă inelul clar, sonor care bucuria în prezent și speranța în viitor împărtășesc.”
Cea mai bună interpretare a piesei aparține lui Ignaz Friedman (înregistrată în 1936). Celelalte trei spectacole remarcabile ale pieselor au fost înregistrate de Alfred Cortot , William Kapell și Vladimir Horowitz.

## în teatru
Al doilea și al treilea duet al baletului În noapte de Jerome Robbins (1970) au fost coregrafiile acestor două nocturne.

## În cultura populară
▪Nocturna în F minor este prezentată în thriller-ul de acțiune The Peacemaker din 1997 (cu George Clooney și Nicole Kidman), unde principalul personaj terorist (Marcel Iureș ca Dusan Gavrich), fiind profesor de muzică, explică unei tinere cum să se simtă în mod corespunzător "și interpretează nuanțele din muzică, iar apoi o interpretează pe pian. Piesa începe ca un spectacol de pian solo și apoi se extinde într-un aranjament orchestral complet. 
▪Cântecul "For the Damaged Coda" de Blonde Redhead se bazează pe Nocturna în F minor și apare în seria animată Rick și Morty ca temă recurentă pentru personajul Evil Morty.